# SCDL
SCDL（英: Safety Concept Description Language）または安全コンセプト記述言語（あんぜんコンセプトきじゅつげんご）は、システムの安全設計をアーキテクチャ視点から整理し、論じるための表記法である。特に、自動車機能安全規格・ISO 26262が要求する、機能安全コンセプト、技術安全コンセプト、ハードウェア、ソフトウェアの安全アーキテクチャを効率的且つ効果的に検討、作成、説明、レビュー、共有するために利用できる。

## 概要
SCDLは、安全設計においてアーキテクチャを主題として扱い、安全機構と安全に関連する要素の識別を階層的に論じる。SCDLで設計されるアーキテクチャは、要求と、要求が配置されるシステムの構成要素（サブシステム、ソフトウェア、ハードウェア）を明確に区別して扱え、要求間の依存関係、要求のグルーピングやグループ間の制約となる要求、要求の配置と重み付けの波及範囲を表現できる。

## 歴史
2014年、山下修平が提唱者となり、安全設計に対する問題意識が高い有志メンバーが集結して発足した、安全コンセプト記法研究会（あんぜんコンセプトきほうけんきゅうかい、英: Safety Concept Notation Study Group、SCN-SG）により、SCDLの策定活動が始まった。
2016年4月、安全コンセプト記法研究会（SCN-SG）の活動成果が仕様としてまとまったため、SCDL仕様書の初版となるVersion1.0日本語版が発行された。同年11月、SCDL仕様書がVersion1.1日本語版に改定されると共に、SCDL仕様書Version1.1英語版が初版として発行された。
2017年2月、日本国内を中心とする安全コンセプト記法研究会（SCN-SG）メンバーにより、SCDL仕様書の更なる標準化活動が進められている。
2018年8月、SCDL仕様書の最新版は、日本語版Version1.4(同年8月発行)、英語版Version1.3（同年8月発行）である。
2019年8月、SCDL仕様書の英語版Version1.4がリリースされた。
2020年11月、SCDL仕様書の最新版は、日本語版version1.5、英語版version1.4である。
2021年11月、ASAM SCDL version1.6.0としてASAMよりリリースされる

## 表記法
SCDLは独自で特殊な記号の集合になることを避けるため、これまで使い慣れたグラフィカルな各種表現法の拡張版として直感的に仕様理解を助けることで、エンジニアが安全設計に着目した会話や議論に注力できる表記法を取り入れている。
SCDLの基本的な表記法では、基本要素として、要求、要求グループ、エレメントがある。また、基本要素間の関連を定義する表記方法として、インタラクション、システムバウンダリインタラクション、要求グループ・ペアリング線、制約条件からの引き出し線などがある。さらに、要求の重み付け（自動車機能安全規格・ISO 26262ではASILと呼ばれる安全性要求レベル）の表記もサポートしている。
SCDLではこれらの基本的な表記法を用いてグラフィカルに安全設計を進める。

## 国際標準化
ASAM (英: Association for Standardisation of Automation and Measuring Systems)により国際標準化が進められている。「ASAM SCDL」プロジェクトとして新しい標準開発の位置付けである。2020年6月にプロジェクトが開始された。
2021年11月9日に新しい国際標準 "ASAM SCDL"として初版version 1.6.0がASAMよりリリースされた。ASAM SCDLはPart1、Part2、およびPart3の三部構成となっている。その内、Part1である"ASAM SCDL Notation Specification Version 1.6.0" および、Part2である"ASAM SCDL Practical Examples Version 1.6.0"は、Free of Chargeとして無料配布されている。Part3である"ASAM SCDL Data Exchange Specification Version 1.6.0"は、Free of Charge for membersとしてASAM会員向けに無料配布されている。

## サポートツール
- Enterprise Architect 日本語版 - UMLモデリングツールEnterprise Architectの日本語版[2]
- Safilia - SCDL対応安全コンセプト設計ツール[3]
- STATURE - 品質リスクマネージメントソリューション[8]
- 3DEXPERIENCEプラットフォーム - ビジネス・エクスペリエンス・プラットフォーム[9]
- microTRACER - トレーサビリティ管理ツール[10]
- ZIPC TERAS - ソフトウェアの安全性・品質管理ツール[11]
- REQTIFY - ISO 26262管理ソリューション[12]
- astah* System Safety - 安全が重要なシステム開発現場に向けたモデリングツール[13]